# フェリス・タウンシップ
フェリス・タウンシップ（Ferris Township）は、アメリカ合衆国のミシガン州モントカーム郡にある町である。ミシガン州の中部に位置する。2000年の調査で人口は1379人。